# Luwers

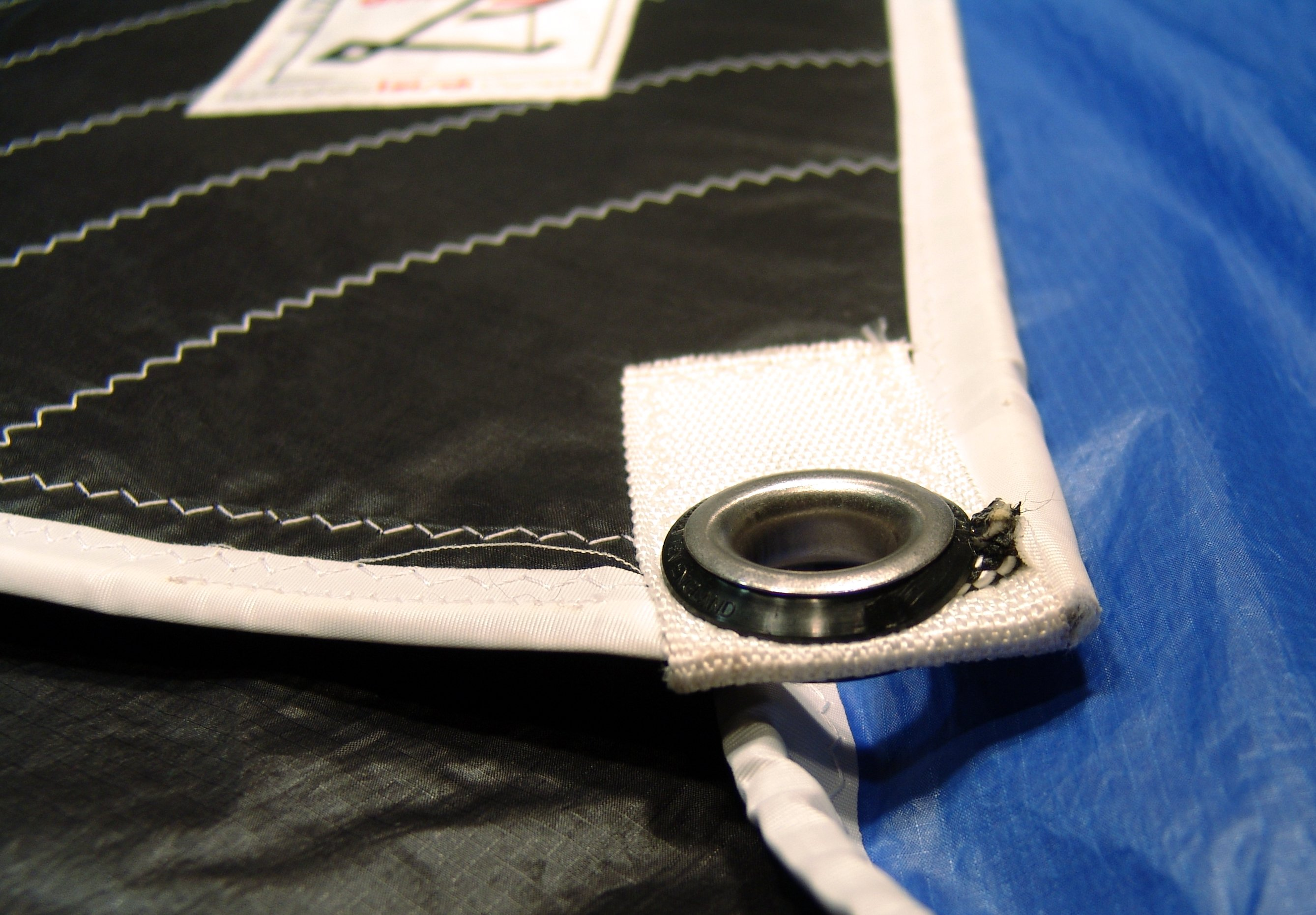
Luwers

Luwers – element stanowiący wzmocnienie brzegu otworu w żaglu, przymocowany do żagla za pomocą obszycia.
Najczęściej luwersem jest obrączka z drutu, przez którą przełożone są fragmenty żagla pochodzące z otworu i przyszyte do reszty żagla. Dodatkowo taki luwers może być wzmocniony remizką. Luwers to także sam otwór wzmocniony za pomocą obszycia. Może być również wykonany poprzez naszycie wokół otworu kawałka mocnej skóry.
Luwers zabezpiecza brzeg otworu w żaglu przed przecieraniem tkaniny przez linę przechodzącą przez ten otwór.